# Diecezja Mangalore
Diecezja Mangalore – diecezja rzymskokatolicka w Indiach. Została utworzona w 1853 jako wikariat apostolski. Diecezja od 1886.

## Ordynariusze
- Michele Antonio Anfossi, O.C.D. † (1853–1870)
- Ephrem-Edouard-Lucien-Théoponte (Marie-Ephrem du Sacré-Coeur de Jésus) Garrelon, O.C.D. † (1870–1873)
  - Sede vacante (1873-1885)
- Nicola Maria Pagani, S.J. † (1885–1895)
- Abbondio Cavadini, S.J. † (1895–1910)
- Paolo Carlo Perini, S.J. † (1910–1923)
  - Sede vacante (1923-1928)
- Valeriano Giuseppe de Souza † (1928–1930)
- Vittore Rosario Fernandes † (1931–1956)
- Basil Salvador Theodore Peres † (1956–1958)
- Raymond D'Mello † (1959–1964)
- Basil Salvadore D’Souza † (1965–1996)
- Aloysius Paul D’Souza, (1996–2018)
- Peter Paul Saldanha (od 2018)